# 安妮塔·拉斯克-沃尔费什
安妮塔·拉斯克-沃尔费什（Anita Lasker-Wallfisch ，1925年7月17日—）是一位德裔英国大提琴家，奥斯维辛妇女管弦乐团的幸存成员。

## 早年
拉斯克出生于德国布雷斯劳（今属波兰）的一个德国犹太家庭，是家中的三姐妹（玛丽安和雷纳特）之一。她的父亲阿尔方斯（Alfons）是爱德华·拉斯克的兄弟，是一名律师，她的母亲是一位小提琴家。20世纪30年代随着纳粹在德国掌权，他们遭受歧视，但由于其父曾在第一次世界大战中获得鐵十字勳章，所以一家人以为可以免受纳粹迫害。

## 第二次世界大战
其大姐玛丽安于1939年逃往英国，成为一家人中唯一成功逃离納粹大屠殺的成员。1942年4月，拉斯克的父母被带走，据信死于卢布林附近。安妮塔和雷纳特在造纸厂工作。在那里，她们开始伪造文件帮助法国劳工回国。
1942年9月，两人试图逃往法国，但在布雷斯劳车站因伪造文件被盖世太保逮捕。1943年12月，两人分坐两趟列车被送往奥斯威辛集中营。由于可以弹大提琴，她编入奥斯威辛女子管弦乐团 ，每天为集中营里的人演奏，也为党卫队举办音乐会。
1944年10月，由于苏联红军迫近，安妮塔与其他3,000人一起被送往贝尔根-贝尔森集中营，在几乎没有东西吃的情况下生存了六个月，后被英國陸軍解救，雷纳特因为会说英语成为英国陆军的翻译。
在1945年9月至11月进行的贝尔森审判中，安妮塔作证指控集中营指挥官约瑟夫·克莱默、集中营医生弗里茨·克莱因和副指挥官弗朗茨·霍斯勒，他们均于当年绞死。

## 战后
1946年，安妮塔和雷纳特在玛丽安的帮助下移居英国。安妮塔与钢琴家彼得·沃尔费什结婚，育有两个孩子。她的儿子拉斐尔成为了大提琴家，女儿玛雅成为了心理治疗师，她的孙子是作曲家本杰明·沃尔费什。
她在1994年随英国室内乐团巡演，回到德国。作为纳粹时期的见证者和受害者，她到德国和奥地利的一些学校讲述了她的经历。她也曾在《60分鐘》等节目讲述自己的故事。1996年，她出版了回忆录《继承真理》 （Inherit the Truth）。
2011年，她获得剑桥大学荣誉神学博士学位。
2018年，她在联邦议院发表纪念奥斯维辛集中营解放73周年的演讲。
2020年12月，拉斯克获德意志联邦共和国功绩十字勋章。由于COVID-19疫情，奖项推迟到2021年5月20日颁发。